# The Beach Boys
The Beach Boys je ameriška glasbena skupina, ki je v 60. letih zaslovela zaradi harmoničnih vokalov in besedil, ki so odsevala kulturo kalifornijske mladine tistega obdobja. Leta 1961 so jo ustanovili bratje Brian, Carl in Dennis Wilson, njihov bratranec Mike Love ter prijatelj Al Jardine. Tekom njihove kariere so se na  ameriško lestvico 40 največjih hitov uvrstili kar 36-krat, štirikrat na sam vrh.
Leta 1966 so izdali album Pet Sounds na katerem so se predstavili s kompleksnimi kompozicijami in domiselnimi aranžmaji. Dandanes Pet Sounds velja za enega najboljših albumov zgodovine popa. Leto 1968 velja za najslabše leto v njihovi karieri. Zaradi neuspešnosti je Brian Wilson padel v močno depresijo in začel jemati mamila ter naposled za nekaj let prenehal sodelovati v skupini.
Zaradi Brianovih težav in smrti Dennisa (1983) ter Carla Wilsona (1998) je skupina večkrat spremenila zasedbo in glasbeni slog, vendar še vedno deluje. Po podatkih revije Billboard so prva ameriška glasbena skupina po številu prodanih albumov in singlov.

## Studijski albumi
- Surfin' Safari (1962)
- Surfin' U.S.A. (1963)
- Surfer Girl (1963)
- Little Deuce Coupe (1963)
- Shut Down Volume 2 (1964)
- All Summer Long (1964)
- The Beach Boys' Christmas Album (1964)
- The Beach Boys Today! (1965)
- Summer Days (And Summer Nights!!) (1965)
- Beach Boys' Party! (1965)
- Pet Sounds (1966)
- Smiley Smile (1967)
- Wild Honey (1967)
- Friends (1968)
- 20/20 (1969)
- Sunflower (1970)
- Surf's Up (1971)
- Carl and the Passions – "So Tough" (1972)
- Holland (1973)
- 15 Big Ones (1976)
- The Beach Boys Love You (1977)
- M.I.U. Album (1978)
- L.A. (Light Album) (1979)
- Keepin' the Summer Alive (1980)
- The Beach Boys (1985)
- Still Cruisin' (1989)
- Summer in Paradise (1992)
- Stars and Stripes Vol. 1 (1996)
- That's Why God Made the Radio (2012)